# 武宣卞皇后
武宣皇后（161年1月29日—230年7月9日），卞氏，名不詳，琅邪开阳（今临沂市兰山区人)，曹魏奠基人曹操的继室，曹魏首任皇帝曹丕、曹彰、曹植、曹熊之母。

## 生平
漢桓帝延熹三年十二月乙巳日（161年1月29日），卞氏出生于齐郡白亭，家里是地位很低的倡家，曾是歌妓，二十岁的时候被曹操纳为妾。賢明慈愛，作風節儉。後來隨曹操到洛陽，董卓進京時，曹操改換常服逃出洛陽，去東方逃避董卓。之後又袁術假傳操死亡消息，很多跟曹操去洛陽的人有意回鄉，卞氏就說：「曹君吉凶還未確定，如果今日回鄉，明日曹君還在的話，日後有什麼面目彼此相見呢，即使大禍臨頭，大家同生共死又有何妨！」跟隨曹操去洛陽的人也接納卞氏意見，後來操聽了也打從心裡稱讚。
建安初年，曹操正室丁夫人負氣離開後立卞氏为正妻。幾個失去母親的兒子都由卞氏照顧。
後來曹丕被被封立為世子，女宮都恭賀卞氏說：「將軍被立為世子，全天下的人都為其高興才對呢，王后應當傾盡王后的府庫寶藏作為賞賜才對。」卞氏說：「魏王因丕在兄弟是年紀最大，所以才冊立其為世子，我只應以能夠教子無過作為自己的榮幸，又憑什麼為此大肆宣傳饋贈的！」女宮返回告訴給曹操，操高興讚揚說：「怒時面不改色，喜時不忘乎所以，這才是最珍貴的地方。」
建安二十四年（219年）被冊立为魏王后。稱讚其有當母親的風範德行，需要世子及諸侯陪位，為其敬酒，被判死刑的人都減罪低一等。建安二十五年曹丕篡位稱帝后，卞氏被尊为皇太后，居於永壽宮。曹丕即位之后，卞氏曾盡力保護曹洪、曹植免遭毒手，不讓他們被曹丕誣陷而死。原本曹丕要追封卞氏父母，後來陳群制止，改為詔令，曹叡繼位後尊為太皇太后，曹叡追封卞氏祖父母以及其父親，太和四年六月戊子日（230年7月9日）逝世，七月合葬至曹操的高陵。

## 性格特徵
冷靜、節儉賢慧且明辨是非，出身雖低卻是非常優秀賢淑的賢內助。卞氏在曹丕被封為世子時，也不為其過度高興，因此被曹操稱讚其惱怒時面不改色，高興時不張狂忘本。

### 軼事
曹操曾經送卞氏耳垂，並從三個當中選擇一個，卞氏從三個當中選擇最中間的，曹操於是好奇問原因，卞氏回答說「取其上者爲貪，取其下者爲偽，故取其中者。」
卻說卞氏出生當時房間泛黃，照耀室內。父親卞遠當時感到奇怪，問占卜者王旦，王旦說：「這是吉祥的預兆啊！」
卞氏弟弟卞秉在建安時代一直擔任別部司馬，卞氏時常抱怨曹操沒使其升職，曹操對卞氏說：「只要能成為我舅子，還嫌不夠多嗎？」於是卞氏再要求曹操多賞賜給他金錢布帛，曹操又說：「你還私下給他金錢布帛，這還不夠嗎？」因此卞秉在曹操時代官職也沒任何變動，財產也沒任何增益。
卞氏曾寫《与杨彪夫人袁氏书》希望袁氏原諒曹操处死楊修之事。
曹丕在位時有詔令禁止女性及其家族干預政治，雖然身為皇太后的卞氏的參政權力被大幅剝奪，但曹丕之後因私人恩怨欲處死曹洪時，卞氏逼迫郭女王向曹丕求情，曹丕在郭女王的求情下改以剥官削爵免曹洪一死。

## 评价
- 曹操：“怒不变容，喜不失节，故是最为难。”（《三国志·魏书·后妃传第五》）
- 曹植：“我后齐圣，克畅丹聪。不出房闼，心照万邦。年逾耳顺，乾乾匪倦。珠玉不玩，躬御绨练。日旰忘饥，临乐勿宴。去奢即俭，旷世作显。慎终如始，蹈和履贞。”（《卞太后诔》）
- 王沈：“后性约俭，不尚华丽，无文绣珠玉，器皆黑漆。”
- 陈寿：“魏后妃之家，虽云富贵，未有若衰汉乘非其据，宰割朝政者也。鉴往易轨，於斯为美。追观陈群之议，栈潜之论，适足以为百王之规典，垂宪范乎后叶矣。”（《三国志·魏书·后妃传第五》）
- 何焯：“卞亦有权数，若显救植，则外廷必有武姜、叔段之议，不以为言而动以意，或可为耳。”（《三国志集解》）
- 《世说·贤媛篇》：“性节俭，不尚华丽，有母仪德行。”

## 家庭成员

### 祖父母
- 祖父：卞广，追封为开阳恭侯[10]
- 祖母：周氏，追封为阳都君及（恭）侯夫人[10]

### 父亲
- 卞远，追封为敬候[10]

### 丈夫
- 曹操

### 兒子
- 曹丕
- 曹彰
- 曹植
- 曹熊

### 弟弟
- 卞秉：开阳侯，昭烈将军

### 后辈
- 侄：卞兰，奉车都尉、游击将军加散骑常侍、卞琳，步兵校尉，封列侯
- 侄孙：卞隆，卞兰之子。
- 侄孙女：魏元帝皇后卞氏，卞琳之女
- 曾侄孙女：魏高贵乡公皇后卞氏，卞隆之女[11]

## 藝術形象

### 動漫形象
- 《蒼天航路》（王欣太）:名字設定為卞玲瓏，歌妓出身於曹騰之喪禮中登場，曾是董卓之情人。

### 影視形象
- 1975年电视剧《洛神》：黃曼梨
- 1983年电影《华佗与曹操》：沈冰凝
- 1987年歌仔戏《金缕歌》：黄伽凌
- 1994年電視劇《三國演義》：李凤英
- 1994年電視劇《楊麗花歌仔戲洛神》：小凤仙
- 1996年電視劇《關公》：喻可欣
- 1999年电视剧《曹操》：王亚梅
- 2002年電視劇《洛神》：程可為
- 2010年電視劇《三国》：白玉
- 2013年电视剧《新洛神》：陈怡真
- 2014年电视剧《曹操》：龚洁
- 2017年电视剧《大军师司马懿之军师联盟》：陸玲

## 延伸阅读
[在维基数据编辑]
 《三國志·卷05》，出自陳壽《三國志》